# Lista războaielor civile
Aceasta este o listă a războaielor civile care s-au întâmplat în lume.

## Asia

### Nepal
Datare: 1996-2006
Tabere: Partidul Comunist Nepalez vs Regatul Nepalului
Rezultat: În urma războiului civil, Partidul Comunist Nepalez ajunge să aibă un loc important în politica țării.
Pierderi: 17.800 morți

## America de Nord

### Statele Unite ale Americii
Datare: 1861-1865
Tabere: Statele Unite ale Americii vs Statele Confederate ale Americii
Rezultat: După victoria Statelor Unite, sclavia dispare în Statele Unite. Epoca de reconstrucție a Statelor Unite ale Americii începe.

## Africa

### Mali
Datare: 2012-prezent
Tabere: malieni vs azawazi

### Etiopia
Datare: 1974-1991
Tabere: etiopieni vs eritreeni
Rezultat: Monarhia este înlocuită cu o dictatură militară. La sfârșitul războiului civil, apare Republica Populară Democrată a Etiopiei. Eritreea își primește independența.
Pierderi: 1.400.000 morți

## Europa

### Bosnia-Herțegovina
Datare: 1991-1996; 1992-1995
Tabere: sârbi vs bosniaci musulmani; croați vs bosniaci musulmani;
Rezultat: medierea ONU pentru încetarea ostilitaților; este prezentat Planul Vance-Owen, de pacificare pentru fosta Iugoslavie (2 ianuarie 1993); se ofereau garanții formale pentru unitatea Bosniei, prevazandu-se decuparea regiunii in 10 provincii: trei musulmane, trei sârbe, trei croate si una mixtă pentru Sarajevo; semnarea Acordului de la Dayton (Ohio), prin care Bosnia-Herțegovina devine un stat independent, în componența sa intrând doua entități: Federația Croato-Musulmană și Republika Srpska (Republica Sârbă).
Pierderi: 2.500.000 morți; 3.000.000 refugiați

### Cipru
Datare: 22 decembrie 1963 - august 1964
Tabere: ciprioți greci vs ciprioți turci
Rezultat: ONU impune încetarea focului

### Croația
Datare: 1941; 1991-1992
Tabere: croați vs sârbi
Rezultat: masacrarea de către ustași a peste 300.000 sârbi, la care se adaugă 70.000 evrei și 30.000 de rromi; după încheierea celui de-al Doilea Razboi Mondial, serviciile secrete americane au estimat că numărul sârbilor uciși se ridică la peste 750.000. Încetarea focului, în 1992, se produce pe fondul medierilor internaționale; Consiliul de Securitate al ONU decide trimiterea în Croația a unei forțe de menținere a păcii.

### Irlanda de Nord
Datare: 1916-1923; 1968-1969; 1970; 1972; 1974-1975;
Tabere: Sinn Fein contra autorității britanice; catolici contra protestanți;
Rezultat: trupele britanice intervin în forță, zdrobind tentativa de proclamare a unei republici irlandeze; în 1919, este înființată IRA (Irish Republican Army), având ca obiectiv declarat proclamarea unei Irlande libere; stare conflictuală permanentă între cele două comunități; Acordul din Vinerea Sfântă (10 aprilie 1998), în urma căruia combatanții promit încetarea focului;
Pierderi: 16 august 1969 -> 150 de case au fost incendiate (8 morți, 300 răniți); 1970 -> 5 morți, 300 răniți; 1972 -> 474 morți.

### Grecia
Datare: 3 dec 1944 - feb 1945; 17 sep 1946 - 16 oct 1949
Tabere: comuniștii vs regaliști (+ 40.000 soldati britanici)
Rezultat: comuniștii depun armele
Pierderi: 11.000 sate devastate; 50.000 morți;

### Kosovo

#### Datare:1992-1996; 1997-1998
Tabere: albanezi vs sârbi și muntenegreni
Rezultat: Slobodan Miloșevici trimite în Kosovo o forță de securitate de 20.000 oameni; confruntări între milițiile sârbe și UCK (Armata de Eliberare din Kosovo), cel mai mare val de violențe fiind înregistrat în 1996; UCK declara ca deține controlul a 40% din Kosovo; în iulie, Slobodan Miloșevici lansează o mare operațiune militară în Kosovo; conflictul se internaționalizează (octombrie 1998);
Pierderi: 1998 -> 10 morți; 50.000 refugiați albanezi; distrugeri provocate de bombardarea OTAN.

### Slovenia
Datare: 1991
Tabere: sloveni vs autoritatea federale iugoslavă
Rezultat: sub presiune internațională, se dispune încetarea focului și retragerea trupelor federale
Pierderi: 80 morți

### Spania
Datare: 1936-1939
Tabere: nationaliști vs republicani
Rezultat: naționaliștii înving
Pierderi: 850.000-900.000 morți

### Republica Moldova
Datare: 1990-1992
Tabere: separatiștii transnistreni (+ armata a 14-a rusă) vs autoritatea oficială
Rezultat: semnarea unui acord prin care se recunoaste statutul autonom al autoproclamatei "Republici nistrene"
Critici: deși oficial nu există o denumire concretă a conflictului, lupta a fost dusă între separatiștii transnistreni împreună cu armata 14-a rusă împotriva autorității oficiale, adică poliția cu voluntari. Ceea ce contravine la varianta dată de fosta guvernare comunistă despre un război civil, de fapt, acest conflict poate fi sigur numit război între două state și nu între două tabere politice din acest stat. 
Pierderi: 6 morți.

### Rusia Sovietică
Datare: 1918-1922, vezi Războiul Civil Rus
Tabere: Armata Roșie vs Armata Albă (comuniști/bolșevici vs țariști)
Rezultat: victoria bolșevicilor; Siberia, bastionul rezistentei "albe" cade în 1922
Pierderi: total 8.000.000-10.000.000 morți (700.000 bolșevici, 500.000 monarhiști, restul civili)

### Italia
Datare: 1943 -1945
Tabere: Italia fascistă vs Rezistența italiană
Rezultat: În urma războiului civil, Italia este eliberată. Benito Mussolini este executat, și un nou guvern republican este instaurat. Italia este lăsată cu o economie distrusă.
Pierderi: 200.000 morți(76.000 soldați, 124.000 civili)

### Finlanda
Datare: 27 Ianuarie - 15 Mai 1918
Tabere: Finlanda Albă vs Republica Socialistă Muncitorească Finlandeză
Rezultate: Victoria Finlandei Albe. Acest război civil a dus la o diviziune în societate.
Pierderi: Aproximativ 22.500 morți